# These Foolish Things (Remind Me of You)
Pour les articles homonymes, voir These Foolish Things.
These Foolish Things (Remind Me of You) est un standard de jazz de 1936 écrit par Holt Marvell (pseudonyme d'Eric Maschwitz (en)) et composé par Jack Strachey (en).
Les paroles énumèrent une série d'objets et de situations qui rappellent un amour perdu au narrateur. Elles auraient été inspirées à Maschwitz par sa relation avec la chanteuse de cabaret Jean Ross.

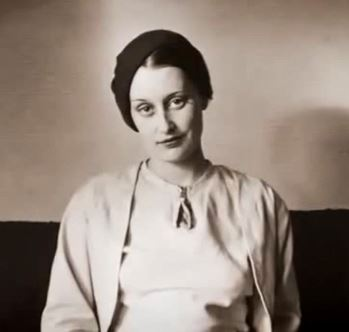
Jean Ross (1911-1973) aurait inspiré la chanson.

Elle a été traduite en français sous le titre Ces petites choses.

## Quelques versions
- 1936 : Billie Holiday avec l'orchestre de Teddy Wilson en single
- 1936 : Jean Sablon en français, sur un 78 tours produit par Columbia
- 1954 : Michel de Villers, sur un EP Decca enregistré à Paris
- 1956 : Jutta Hipp sur l'album Jutta Hipp at the Hickory House (label Blue Note)
- 1956 : Jutta Hipp sur l'album Jutta Hipp with Zoot Sims (morceau ajouté à partir de 1996 aux versions en CD)
- 1957 : Nat King Cole sur l'album Just One of Those Things (en)
- 1962 : Frank Sinatra sur l'album Point of No Return (en)
- 1962 : Patachou, version bilingue (où français et anglais alternent) sur l'album Patachou – At The St. Regis Maisonette Singing In French & English
- 1963 : James Brown en single
- 1965 : Sammy Davis Jr. sur l'album When the Feeling Hits You! (en)
- 1973 : Bryan Ferry sur l'album These Foolish Things
- 2002 : Rod Stewart sur l'album It Had to Be You: The Great American Songbook (en)
- 2002 : Cheryl Bentyne sur l'album Talk of the Town
- 2010 : Dave Brubeck dans le coffret de 3 CD The Absolutely Essential, en version instrumentale.
- 2015 : Cassandra Wilson sur l'album Coming Forth by Day (en)
- 2015 : Janet Seidel, version bilingue (où français et anglais alternent) sur l'album Comme ci comme ça
- 2017 : Bob Dylan sur l'album Triplicate